# Uvelse
Uvelse – miasto w Danii, w regionie Stołecznym, w gminie Hillerød.